# Bostonski heroji (2016.)
Bostonski heroji, američka drama iz 2016. godine. Zasnovana na istinitom događaju, bombaškom napadu u Bostonu na Dan domoljuba 16. travnja 2013. godine.

## Sažetak
Bostonski maraton počinje 15. travnja 2013. godine. Dan prije počinje radnja filma. Na dan samog maraton braća Džohar i Tamerlan Carnajev detonirali su dvije bombe. Među ostalima ozlijeđen je mladi par Patrick Downes i Jessica Kensky. Odvode ih u različite bolnice i oboma moraju amputirati nogu. Snimke bombaškog napada pregledavaju FBI-jevi analitičari i na njima su identificirali sumnjivce Džohara i Tamerlana Carnajeva.